# Agustín Beltrame
Agustín Beltrame (San Martín, Mendoza, Argentina; 29 de enero de 1989) es un futbolista argentino. Juega de delantero y su equipo actual es San Martín de Mendoza que disputa el Torneo Federal B. Disputó en su carrera 20 partidos en el Torneo Federal A convirtiendo la suma de 11 goles , con San Martin de Mendoza , lleva un total de 25 goles 

## Clubes
| Club                  | País      | Año       |
| --------------------- | --------- | --------- |
| San Martín (M)        | Argentina | 2008-2012 |
| Central Córdoba (SdE) | Argentina | 2012      |
| San Martín (M)        | Argentina | 2013-Act. |